# Walter F. Murphy
Walter F. Murphy ou Walter Francis Murphy, Jr, né le 21 novembre 1929 et mort le 20 avril 2010, est un écrivain et politologue américain.

## Biographie
Walter F. Murphy est né à Charleston en Caroline du Sud. Il a remporté la Distinguished Service Cross pour son service comme marin en Corée, par la suite il prendre sa retraite avec le grade de colonel.
Il a occupé la chaire du professeur de jurisprudence de McCormick à Princeton. Son écriture professionnelle, principalement constitué de non-fiction est basé sur la science politique, la démocratie. Il a également écrit trois romans populaires, y compris The Vicar of Christ. Walter F. Murphy est mort d'un cancer selon son épouse, Doris Maher Murphy. Le nom de Murphy était sur la Selecteed List,.

## Sources